# Аполлинарий (Кошевой)
Архиепи́скоп Аполлина́рий (в миру Андрей Васильевич Кошевой; 16 (28) октября 1874, село Валки, Прилукский уезд, Полтавская губерния — 19 июня 1933, Нью-Йорк) — епископ Русской православной церкви заграницей, архиепископ Северо-Американский и Канадский.

## Биография
Родился в семье псаломщика Михайловской церкви села Валки Полтавской губернии Василия Афанасьева Кошевого и его жены Матроны Григорьевы 16 октября 1874 года (по старому стилю) в селе Валки (метрическая запись Ф.1530 О.2 Д.42). Окончил Роменское духовное училище в 1888 году и Полтавскую духовную семинарию.

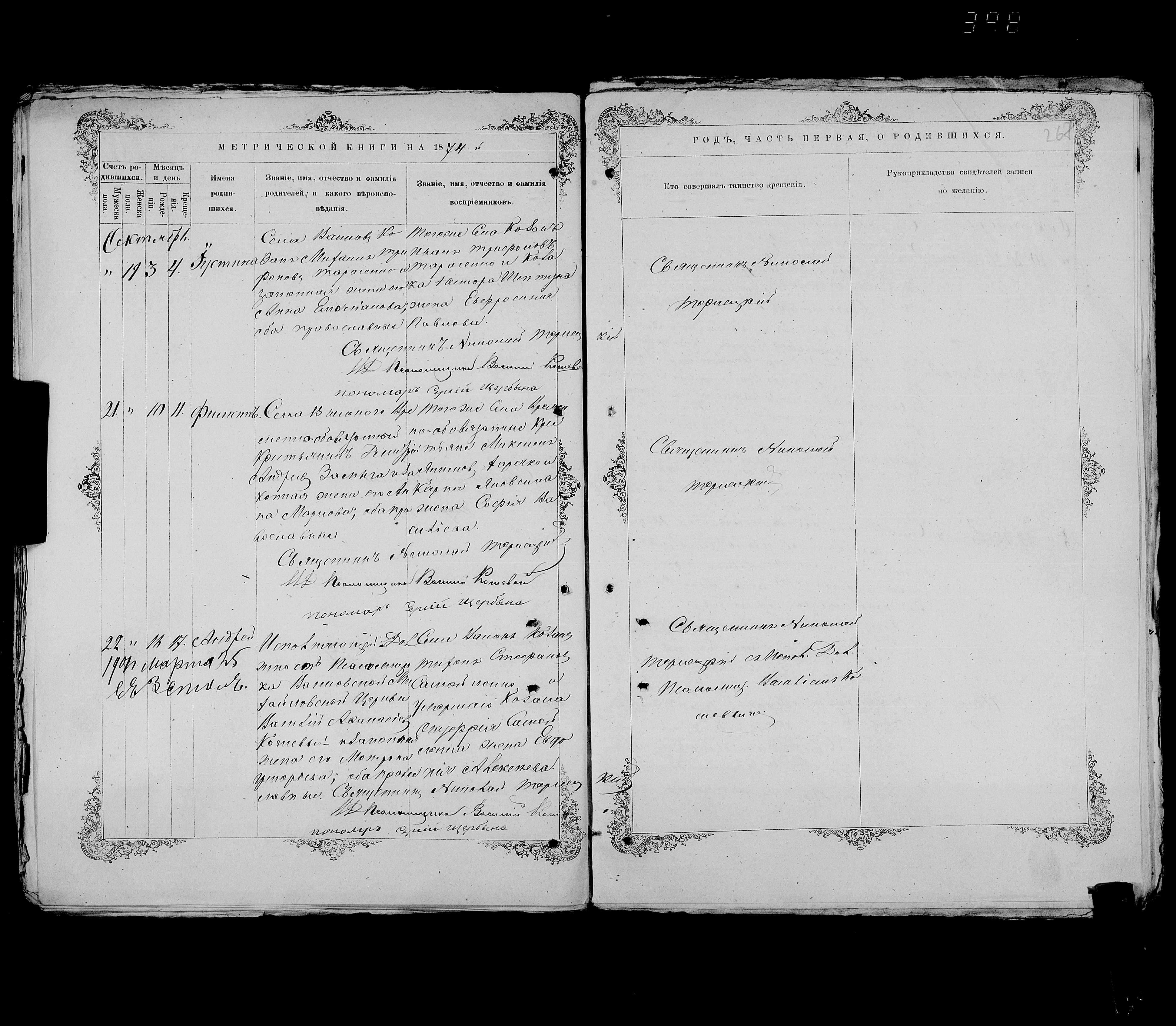
Метрическая запись о рождении Андрея Васильевича Кошевого

С 1894 года преподаватель народной школы в селе Валки. С 1895 года псаломщик и преподаватель в церковно-приходской школе села Переволочна Кобеляцкого уезда. С 1896 года надзиратель церковно-учительской школы в Лубнах Полтавской губернии.
Поступил на миссионерские курсы Казанской духовной академии. В 1898 году во время обучения пострижен в монашество ректором академии епископом Антонием (Храповицким). Иеромонах, духовник Волынской духовной семинарии. По окончании курсов в 1900 году преподаватель в образцовой школе при Литовской духовной семинарии.
В 1905 году окончил Киевскую духовную академию со степенью кандидата богословия и назначен преподавателем греческого языка Житомирского духовного училища.
20 сентября 1906 года преподаватель гомилетики Киевской духовной семинарии, с 9 ноября 1910 года её инспектор.
15 мая 1911 года возведён в сан архимандрита.
22 октября 1917 в Киеве года хиротонисан во епископа Рыльского, викария Курской епархии, с 10 ноября настоятель Рыльского монастыря во имя святителя Николая Чудотворца.
Член Поместного Собора 1917—1918 годов как заместитель Феофана (Гаврилова), участвовал во 2-й сессии, член III отдела. Член Всеукраинского Православного Церковного Собора.
11 июня ст.ст. 1919 года, сразу же после освобождения Белгорода Добровольческой армией, был официально назначен ВЦУ Юга России епископом Белгородским, викарием Курской епархии, вместо убиенного большевиками епископа Белгородского Никодима.
В самом начале декабря 1919 года отступил из Белгорода вместе с Добровольческой армией на Юг России.
В начале января 1920 года выехал из Екатеринодара в Новороссийск; 16 января 1920 года на «архиерейском» грузовом пароходе «Иртыш» вместе с рядом других русских архиереев, архимандритов и священников (вместе с архиепископами Евлогием (Георгиевским) и Георгием (Ярошевским), епископами Митрофаном (Абрамовым) и Гавриилом (Чепуром)) отплыл из Новороссийска через оккупированный Антантой Константинополь и Салоники в Королевство сербов, хорватов и словенцев, эмигрировав из России в Югославию.
5 февраля ст.ст. 1920 года вместе с архиепископом Евлогием (Георгиевским) прибыл в Белград. Священноначалием Сербской Церкви был направлен в один из сербских монастырей.
В 1921 году участник подготовки и член Русского Всезаграничного Церковного Собора, противник восстановления царской династии Романовых.
14/27 апреля 1922 года Высшим церковным управлением заграницей «в виду крайнего расстройства экономических дел Русской духовной миссии в Иерусалиме и крайней необходимости в скорейшем принятии мер к упорядочению сих дел, а также в виду необходимости наличия в Иерусалиме авторитетного представителя Высшего Русского Церковного Управления Заграницей» командирован в Иерусалим с предоставлением ему особых полномочий в церковно-административных и экономических делах. В июне назначен управляющим Русской духовной миссии в Иерусалиме, однако Иерусалимский патриарх Дамиан не признал его главой миссии.
Деятельность в Иерусалиме не принесла иерарху лавры хорошего администратора. Болезненный, постоянно жалующийся и всех обличающий, епископ Аполлинарий не пользовался расположением митрополита Антония (Храповицкого).
В феврале 1923 года переехал в США. По просьбе митрополита Платона указом от 10 февраля 1924 года епископ Аполлинарий был переведен в Канаду с титулом Виннипегского, викария Северо-Американской епархии. Направляя епископа Аполлинария в Америку в 1924 года, митрополит Антоний (Храповицкий) писал митрополиту Платону: «Наплачетесь Вы с ним».
В скором времени деятельность епископа Аполлинария в Канаде стала вызывать нарекания у митрополита Платона. 14 декабря того же года он был переведен митрополитом Платоном на викарную Сан-Францисскую кафедру, причем сделал это вопреки совету епископа Феофила. Последний считал, что епископ Аполлинарий не сможет проявить себя на этой кафедре, тем более, что английский язык архипастырь так и не выучил. Сам митрополит Платон к тому времени разочаровался в епископе Аполлинарии, который, в свою очередь, также чувствовал себя в Сан-Франциско неуютно. 1 июля 1926 года, в те самые дни, когда в Карловцах разрастался конфликт с митрополитом Платоном, епископ Аполлинарий направил в Сремские Карловцы прошение вернуть его в Иерусалим. Однако Архиерейский Собор это прошение отклонил.
В 1927 году нараставшие трения между Священноначалием Русской Православной Церкви Заграницей и главой Алеутской и Северо-Американской епархии митрополитом Платоном (Рождественским) привели к открытому разрыву. Епископ Аполлинарий оказался единственным из американских архиереев отказавшимся выходить из подчинения Зарубежной Церкви и был уволен митрополитом Платоном 1 февраля 1927 года.
Архиерейский Синод РПЦЗ признал 31 марта 1927 года это увольнение неканоничным и назначил управляющим (утвержден 5 сентября) новосозданной Североамериканской епархией РПЦЗ. В подчинении архиепископа Аполлинария перешли около 60 приходов; в ведении Северо-Американской архиепископии осталось около 200.
С декабря 1927 года имел постоянную резиденцию в Нью-Йорке.
14 мая 1929 года возведён в сан архиепископа с титулом Североамериканский и Канадский. Организатор постройки православных храмов и основания приходов во многих городах США.
Скончался 19 июня 1933 года. Похоронен на городском кладбище Нью-Йорка. В 1965 году останки были перенесены в Свято-Троицкий монастырь в Джорданвилле (США).

## Сочинения
- Учение Тертуллиана о Троице // ИР НБУВ. Ф. 304. Д. 1838.
- Письма к архиеп. Феофилу (Пашковскому) // Архив Свято-Троицкой ДС в Джорданвилле. Ф. 16. К. 36.
- О положении дел Русской духовной миссии в Иерусалиме // Церковные ведомости. 1922. — № 2.
- Истина да восторжествует // Церковные ведомости. 1928.